# Burtle
Burtle est une paroisse civile et un village du Somerset, en Angleterre.

## Histoire
Burtle Priory (également connu sous le nom de Burtle Moor Priory) est né comme ermitage sur un site appelé Sprauellissmede, doté par William, fils de Godfrey d’Eddington en 1199. Il fut ensuite connu sous le nom de chapelle Saint-Étienne et, en 1312, il était devenu une maison de chanoines réguliers de saint Augustin.
Il est situé près du village d’Edington et, entre les deux, se trouvait la gare d’Edington-Burtle sur une antenne de la Somerset and Dorset Joint Railway : ouverte en 1890 et fermée le 7 mars 1966.

## Administration
Le Conseil paroissial est responsable des affaires locales : fixation d’un prélèvement annuel (taxe locale), production de comptes publics, examen des demandes d’urbanisme, coopération avec la police, le conseil de district et les groupes de voisins vigilants en matière de sécurité et de circulation. Il initie aussi l’entretien des équipements paroissiaux et consulte le conseil de district pour la gestion des routes, du drainage, des chemins piétonniers, des transports publics et du nettoyage des rues. Il veille enfin à la conservation des arbres et des bâtiments classés et aux questions environnementales.
Pour l’administration locale, depuis le 1er avril 2023, le village relève du Somerset Council (autorité unitaire de Somerset). Auparavant, il faisait partie du district non métropolitain de Sedgemoor (créé le 1er avril 1974 par la Loi de 1972 sur l’administration locale), après avoir dépendu du Bridgwater Rural District.
Il appartient à la circonscription britannique de Wells and Mendip Hills, représentée à la Chambre des communes du Royaume-Uni par un député élu au scrutin uninominal majoritaire à un tour. Avant le retrait du Royaume-Uni de l’Union européenne en janvier 2020, il faisait partie de la Circonscription d'Angleterre du Sud-Ouest au Parlement européen, qui envoyait sept députés selon la méthode d’Hondt.

## Édifices religieux et établissements scolaires
L’église anglicane Saint-Philippe-et-Saint-Jacques a été bâtie en 1838–1839 par Richard Carver, architecte et géomètre du comté.
Burtle accueillait la première section de la Shapwick School, connue sous le nom de Shapwick Prep. Cette école spécialisée pour enfants dyslexiques a été fondée en 1974 par Colin Atkinson, ancien joueur de cricket du Somerset County Cricket Club et ancien directeur de l'école de Millfield. Initialement appelée Chalice School, elle prit le nom d’Edington Senior School en 1981 avant de fusionner avec Shapwick Senior School. La Shapwick School a fermé en 2020.